# 地殻津波
地殻津波（ちかくつなみ）とは、2004年4月にNHKスペシャル枠で放送されたドキュメンタリー番組『地球大進化〜46億年・人類への旅』の第1回目で登場した言葉であり、地球型惑星など地殻を持つ天体に巨大隕石等が衝突した際に、惑星の地表面を構成する地殻が解離し高速度で地表を伝わる地殻の津波現象をいう。実際には、鉄球の衝突実験などからのクレーターを発生させるシミュレーションに基づき推測される現象とみられている。
衝撃波が地殻をめくりあげる津波となり、音速を超える速度で惑星表面上で起こるとされている。

## 発生原因
巨大な質量を有する物質・直径400キロメートル級以上の隕石等が時速数万キロメートルで衝突した際に発生すると考えられている。

## 地球シミュレーションの例

### 津波発生時
大気圏に隕石が接近すると同時に隕石が自らの運動エネルギーで融解し、水飴の様なマグマの塊となり地表面に衝突。その衝撃により地殻が捲れあがり、直径1km程度の塊となり宇宙空間へ放出される。この際にめくれ上がる部分が円形に広がり、津波の様にみえる現象である。津波の範囲はクレーターの形成される範囲にとどまる。

### 津波発生後
衝突部分は盛り上がり巨大なマグマの湖とでもいうべきクレーターと化し、この時の地表面の温度は摂氏数万度にも達すると推測される。惑星を構成する岩石が泡立ち熱で融解・気化し摂氏10000度以上もの岩石蒸気の熱風となり自らの重みで四方に流れ出す。ほぼ一日で地表面を覆い尽くし、海洋の水位は毎分5センチメートルという驚異的な速度で下がり続けやがて消滅し（全海洋蒸発）、さらに高温のため水は水素と酸素に分解され軽い水素は宇宙空間へ逃げ出し水が破壊される。隕石衝突後丸々数年間は岩石蒸気が惑星全体を包み込み、蒸発した隕石・惑星構成物質が原始地球さながらに大気循環する。その後冷却し、やがて水等の比較的低い温度、惑星の通常気温時に大気循環する物質（金星では硫酸などである）を大量に有する惑星では数千年間も雨が降り続ける。また上記のように高温で水が分解、破壊され二度と水が形成されなくなる可能性もある。

## 類似の現象
- 地表に、ここでいう巨大隕石より規模がかなり小さい隕石が落ちると小規模な地殻津波が発生することがある。
- 惑星規模での津波を伴う大災害にハイパーハリケーン（気圧が600hPa程度の大嵐）と呼ばれるものがある。秒速300mの暴風と高さ100mの大津波を伴う。